# Tobías Lasser
Tobías Lasser (Agua Larga, Falcón Venezuela, 24 de mayo de 1911-Caracas, 25 de mayo de 2006), fue un botánico venezolano que participó en la creación del Jardín Botánico de Caracas, la Escuela de Biología y la Facultad de Ciencias de la Universidad Central de Venezuela

## Vida profesional
Realizó sus estudios de educación básica y diversificada en el Liceo San José de Los Teques. En 1935 obtuvo el título de médico cirujano en la Facultad de Medicina de la UCV y en 1941 obtuvo una maestría en Ciencias en la Universidad de Míchigan, Estados Unidos. Doctor honoris causa otorgado por Universidad Central de Venezuela
Lasser fue individuo de número y presidente de la Academia de Ciencias Físicas, Matemáticas y Naturales de Venezuela, presidente de la Sociedad Venezolana de Ciencias Naturales y docente del Instituto Pedagógico de Caracas.
Entre las distinciones que recibió en el ámbito venezolano e internacional destacan: Las condecoraciones en Primera Clase, Libertador y Francisco de Miranda, las Órdenes: Andrés Bello, José María Vargas, Diego de Losada, 27 de junio del Ministerio de Educación, y las medallas del buen ciudadano de Pro Venezuela, Francisco Herrera Luque, y Mariscal Juan Crisóstomo Falcón.
Internacionalmente recibió la orden Commander of the British Empire, la Orange Order en Nassau, y es miembro de Sigma XI en Estados Unidos.
Adicionalmente ejerció como editor- director fundador de las publicaciones Flora de Venezuela y Acta Botanica Venezuelica y como autor de varios libros y artículos científicos tales como: Botánica General, Nuestro Destino Frente a la Naturaleza, Materia Prima, Clave analítica de las familias de las Traqueophyta de Venezuela. Escribió también poesía, reunidas en sus obras: Sombras del Recuerdo y Poemas en Flor.
Como trabajo de campo realizó exploraciones botánicas por toda Venezuela y colaboró en el hallazgo de varias especies.  En una expedición a Panamá caracterizó una nueva variedad de planta conocida como Coccoloba lasseri.
Lasser también apoyó la formación de organizaciones no gubernamentales que protegen la naturaleza. Una de ellas es la Federación de Organizaciones y Juntas Ambientalistas de Venezuela (Forja), fundada en 1978, que agrupa a 66 ONG.
Murió en Caracas, un día después de cumplir 95 años.

## Obra y bibliografía
Obra
- Fundador del Jardín Botánico de Caracas
- Fundador de la Facultad de Ciencias de la Universidad Central de Venezuela (primera de estas facultades en el país)
- Fundador de la Escuela de Biología de la Facultad de Ciencias de la Universidad Central de Venezuela
- Director - Fundador de la publicación de la Fundación Instituto Botánico de Venezuela “Flora de Venezuela”
- Director – Fundador de la revista “Acta Botánica Venezuelica”

Bibliografía
- 1945. “Exploraciones botánicos en el estado Mérida”. Impresores Unidos. Caracas
- 1945-1947. “Catálogo de la flora Venezolana”. Litografía y Tipografía Vargas. Caracas (Pittier, H.F., Badillo Franceri, V.M., Lasser, T., Schnee, L.; Luces Febres, Z.).
- 1954. “Apuntes sobre la vida y obra de Henri Pittier”. Boletín de la Sociedad Venezolana de Ciencias Naturales. 13(76):1-5
- 1954. “Clave analítica de las familias de las traqueófitas de Venezuela”. Tipografía Americana. Caracas. También publicado en Boletín de la Academia de Ciencias Física Matemáticas y Naturales N.º 48. Caracas
- 1955. “Nuestro destino frente a nuestra naturaleza”. Biblioteca de cultural rural. Colección Recursos Naturales Renovables. Ministerio de Agricultura y Cría. Caracas.
- 1957. “La vegetación de los Medanos de Coro”. Boletín de la Sociedad Venezolana de Ciencias Naturales. Caracas (Lasser, Tobías. y Vareschi, V.)
- 1959. “La vegetación del lago de asfalto de Guanaco”. Acta Biológica Venezuelica. Caracas (Lasser, Tobías. y Vareschi, V.)
- 1967. “Información personal acerca del A. dubius a la Sra. Irma De Sola Ricardo”. En: Contribución al estudio de los planos de Caracas. Caracas – Venezuela.
- 1970. “Materia prima”. Gráficas Continente. Caracas
- 1971. “Los viajeros científicos en Venezuela”. Boletín de la Asociación Cultural Humboldt. N.º 6. Caracas
- 1971: “La revolución biológica”. Acta Botánica Venezuelica. 13(1-4)9-22
- 1974. “Catálogo de las plantas que cercenen el Jardín Botánico”. Ministerio de Agricultura y Cría (Lasser, Tobías.,  Braun, A.; Steyermark, J.A.).
- 1981. “A new species of Eugenia (Myrtaceae) from Venezuela”. Britonia. 33(1):25-27 (Steyermark, J.A.; Lasser, T.).